# Перець
«Пе́рець» («Пэ́рэць», с укр. — «Перец») — советский и украинский литературно-художественный иллюстрированный журнал сатиры и юмора. 
Наряду с общесоюзным журналом «Крокодил» был популярнейшим печатным изданием  сатирико-юмористического профиля в СССР. Основан в 1922 году под названием «Червоний Перець» («Красный Перец»). Регулярно выходил с 1927 года. В 1933 году закрылся из-за репрессий против редакционного состава, в 1941 году возобновил издание под названием «Перець». В 2013 году был закрыт из-за недостатка финансирования. С 2017 года выходит под названием «Перець. Весела республіка» («Перец. Весёлая республика»).

## История
Журнал, первоначально называвшийся «Червоний Перець» («Красный Перец»), был основан в Харькове в 1922 году. В первый год издания вышло всего два номера. В 1927 году выпуск журнала был возобновлён. До 1934 года журнал издавался в Харькове как приложение к «Известиям ВУЦИК» тиражом 27 150 экземпляров, его редактором был Василий Чечвянский.
В конце 1920-х — начале 1930-х годов ситуация в СССР была политизирована, в результате чего ограничилась тематика и острота критических публикаций в журнале. Так, 15-й номер журнала за 1929 год был осуждён специальным постановлением ЦК КП(б)У от 20 октября 1929 года, после чего было принято решение пересмотреть весь состав его редколлегии. Начиная с 1933 года в редакции журнала начались аресты, членов редакции обвинили в терроризме и в подготовке покушения на руководителей КП(б)У. Вследствие репрессий выпуск журнала прекратился.
Выпуск журнала под новым названием «Перець» возобновился в 1941 году в Киеве — первый его номер вышел 14 мая. После Великой Отечественной войны, во время гонений на интеллигенцию, снова начались нападки на издание. 27 сентября 1946 года ЦК КП(б)У выступил с критикой украинского сатирического журнала, в результате чего его новым редактором был назначен Фёдор Макивчук. С началом «хрущёвской оттепели» идеологическое давление, оказываемое на журнал, было несколько ослаблено. Максимальный тираж издания в 1986 году составил 3,3 млн экземпляров. В советские времена в качестве приложения к нему выходила книжная серия «Библиотека Перца».
С распадом СССР, уже в независимой Украине, тиражи печатных периодических изданий, в том числе журнала «Перець», резко сократились. Журнал стал распространяться по подписке, его тираж составлял около 10 000 экземпляров в месяц. В сентябре 2013 году появились сообщения о том, что журнал прекращает своё существование, и в декабре 2013 года из-за нехватки финансирования он был закрыт. 
После почти годичного перерыва был представлен проект «Перец на передовой». Его издавали на добровольных началах и распространяли в зоне силовой операции в Донбассе. Идеологом создания листка был сатирик и юморист Сергей Коваль. В нём активно публиковались Аркадий Музычук и Валентин Шульга. Содержание издания было стандартным: карикатуры, стихи, каламбуры, хохмы. 
В январе 2017 известный журнал возродили по инициативе творческой группы, он снова увидел свет под новым названием — «Перець. Весела республіка» (подписной индекс 97835). Однако, современное издание не смогло выжить из-за финансовых проблем, поскольку средств подписчиков хватало только на вёрстку, корректуру текстов и печать. Львиную долю денег на доставку экземпляров забирала «Укрпочта». Писатели, карикатуристы и редакторы работали бесплатно, утверждают в издании. В итоге коллектив «Перца» решил перейти на цифровой формат.
В последнем номере 2019 редакция издания сообщила о прекращении существования печатной версии. По словам сотрудников, со следующего года он будет выходить только в электронном виде.
«Если проект оправдает себя и мы получим достаточно средств, то восстановим его бумажную версию для горячих поклонников. И стоить он будет около ста гривен с доставкой через „Новую почту“» — добавил главный редактор издания Юрий Ищенко.

## Послевоенные главные редакторы
- 1946—1986 — Фёдор Макивчук
- 1986—1987 — Олег Черногуз
- 1987—2002 — Юрий Прокопенко[укр.]
- 2002—2013 — Михаил Прудник[укр.]
- 2017—2020 — Юрий Цеков[укр.]
- с 2020 — Валерий Чмырёв[укр.]

## Награды
- Почётная грамота Президиума Верховного Совета УССР (1967)
- Орден «Знак Почёта» (1977)